# Banda sonora de Grand Theft Auto: Vice City
La banda sonora de Grand Theft Auto: Vice City consiste en una serie de canciones que el jugador puede escuchar en las diversas emisoras musicales mientras conduce cualquier tipo de vehículo de motor. Al igual que la trama del videojuego, la música en Vice City está inspirada, fundamentalmente, en los años 1980. Tras el arrollador éxito del videojuego, Rockstar Games lanzó un box set de siete CDs mediante Epic Records, Grand Theft Auto: Vice City Official Soundtrack Box Set, con toda la música de Vice City repartida en sus siete emisoras musicales.
La mayoría de esas emisoras de radio ofrecen una mezcla de música, charlas del DJ correspondiente y publicidades en forma de parodia, todo ello incluido en los CDs. Cada emisora refleja un estilo musical, tratando de evocar en el jugador la atmósfera de la época.

## Estaciones de Radio
A continuación se muestran las siete emisoras musicales que se pueden escuchar en Vice City con su catálogo íntegro de canciones.

### Emotion 98.3
DJ: Fernando Martínez

Género: Soft rock, power ballad

Resumen: Presentado por Fernando Martínez (cuyo actor de voz es Frank Chavez), es una radio de música power ballad. Se lanzó un álbum de esta emisora por separado como parte de Grand Theft Auto: Vice City Official Soundtrack Box Set y fue la única emisora para la cual su correspondiente CD incluía todas sus canciones.
Como un estereotipo exagerado de Don Juan latino, Martínez cree que tiene un don especial con las mujeres. En su primera aparición en Grand Theft Auto III se le mostraba como un chulo caucásico de Nueva York en una entrevista en Chatterbox FM.
La canción "Crockett's Theme" de Jan Hammer es una referencia a Miami Vice, la canción del personaje de "Sonny" Crockett.
Fernando asegura que fue obligado a salir de Vice City cuando reapareció en Grand Theft Auto: San Andreas, en el programa Lonely Hearts Show de WCTR, antes de aparecer como propietario del Fernando's New Beginnings (un negocio de prostitución en el que Fernando era el chulo) durante los acontecimientos GTA III.
Canciones:

Las canciones con asterisco (*) fueron omitidas en las versiones posteriores para dispositivos móviles (Android e iOS), PS2 Classics (PlayStation 3 y PlayStation 4) y de Rockstar Games Launcher.
- Foreigner - "Waiting for a Girl Like You"
- Kate Bush - "Wow" (*)
- Squeeze - "Tempted"
- REO Speedwagon - "Keep On Loving You"
- Cutting Crew - "(I Just) Died in Your Arms"
- Roxy Music - "More Than This"
- Toto - "Africa"
- Mr. Mister - "Broken Wings"
- John Waite - "Missing You"
- Jan Hammer - "Crockett's Theme"
- Night Ranger - "Sister Christian"
- Luther Vandross - "Never Too Much"

### Radio Espantoso
DJ: Pepe

Género: Salsa, mambo, latin jazz

Resumen: Presentado por DJ Pepe (cuyo actor de doblaje es Tony Chiroldes), es una emisora de música latina y latin jazz. Espantoso, cuya emisión es en español, es la radio favorita de la banda de cubanos de Vice City, como se demuestra cada vez que Tommy roba un coche a uno de los cubanos. También es una emisora muy popular entre los taxistas. Se lanzó un álbum con las canciones de Radio Espantoso de manera independiente a la banda sonora de Vice City.
Canciones:

Las canciones con asterisco (*) fueron omitidas en las versiones posteriorespara dispositivos móviles (Android e iOS), PS2 Classics (PlayStation 3 y PlayStation 4) y de Rockstar Games Launcher.
- Cachao - "A Gozar Con Mi Combo"
- Alpha Banditos - "The Bull is Wrong" [Nota 1][Nota 2]
- Tres Apenas Como Eso - "Yo Te Miré" [Nota 1][Nota 3]
- Eumir Deodato - "Latin Flute"
- Mongo Santamaría - "Mama Papa Tu"
- Mongo Santamaría - "Me and You Baby (Picao y Tostao)"
- Machito & Afro-Cubans - "Mambo Mucho Mambo"
- Unaesta - "La Vida es Una Lenteja" [Nota 3]
- Lonnie Liston Smith - "Expansions"
- Irakere - "Anunga Nunga" (*)
- Eumir Deodato - "Super Strut"
- Xavier Cugat & Orquesta - "Jamay"
- Benny Moré - "Maracaibo Oriental"
- Tito Puente - "Mambo Gozón"

### Fever 105
DJ: Oliver Biscuit "Ladykiller" 

Género: Disco, post-disco, soul, R&B, funk, quiet storm

Resumen: Organizado por Oliver "Ladykiller" Biscuit (voz de Julio Dyson1), reproduce música disco, soul y R&B. Fever 105 es una de las dos estaciones de radio preferidas por la banda de los haitianos, y se puede escuchar cuando el jugador roba vehículos de ésta pandilla. Esta estación se encuentra por defecto establecida cuando el jugador entra en el coche deportivo Infernus blanco de Lance Vance. Un álbum de canciones de esta estación estuvo disponible por separado o como parte de Grand Theft Auto: Vice City Official Soundtrack Box Set. Por coincidencia, Will Smith usa samples de la canción "And The Beat Goes On" de The Whispers en su propia canción "Miami" y Vice City esta modelada basándose en Miami, Florida.
Canciones:

Las canciones con asterisco (*) fueron omitidas en las versiones posteriores para dispositivos móviles (Android e iOS), PS2 Classics (PlayStation 3 y PlayStation 4) y de Rockstar Games Launcher.
- The Whispers - "And the Beat Goes On"
- Fat Larry's Band - "Act Like You Know"
- Oliver Cheatham - "Get Down Saturday Night"
- The Pointer Sisters - "Automatic"
- René & Angela - "I'll Be Good"
- Mary Jane Girls - "All Night Long"
- Rick James - "Ghetto Life"
- Michael Jackson - "Wanna Be Startin' Somethin'" (*)
- Evelyn King - "Shame"
- Teena Marie - "Behind the Groove"
- Mtume - "Juicy Fruit"
- Kool & the Gang - "Summer Madness"
- Indeep - "Last Night a DJ Saved My Life"[Nota 4]

### Flash FM
DJ: Toni

Género: Pop, synth pop, pop rock, new wave, post-disco, dance rock

Resumen: Presentado por Toni (voz de Maria Chambers, por segunda vez), toca música pop. Flash FM es también una de las dos estaciones de radio preferidas tanto por la banda de Haití y la Streetwannabes; se puede oír cuando Tommy roba los vehículos de estas pandillas. Un álbum de canciones de la estación está disponible por separado o como parte de Grand Theft Auto: Vice City Official Soundtrack Box Set. Según ventanas ganar para Linux y Mac su charla entre canción y canción, Toni es una chica fiestera y emocionada con tonada de valley girl que se invita a los autobuses turísticos y fiestas de backstage, en particular, las de Love Fist. Sin embargo, espera hacer algo importante con su vida en el momento en que llegue a los 30 - una broma dentro de la serie, ya que ella todavía es una DJ de la radio 15 años después durante la secuencia retrospectiva de Liberty City de 95,6. Como se referencia a GTA III, Toni comenta que "yo estaba bailando con mi encendedor y mi pelo se fue como un árbol de Navidad." en Flash FM, un incidente que desde entonces se ha olvidado en GTA III, cuando ella dice, "Por suerte nunca he sido [el fuego]... He hecho un montón de cosas locas, te puedo decir que ... pero nunca he estado en el fuego ... al menos no que yo sepa ", y más tarde ella menciona que se le preguntó por sus amigos:" ¿te acuerdas de los años 80?", a lo que ella responde: " y, sin duda don No recuerda nada desde entonces! "
Canciones:

Las canciones con asterisco (*) fueron omitidas en las versiones posteriores para dispositivos móviles (Android e iOS), PS2 Classics (PlayStation 3 y PlayStation 4) y de Rockstar Games Launcher.
- Hall & Oates - "Out of Touch"
- Wang Chung - "Dance Hall Days"
- Michael Jackson - "Billie Jean" (*)
- Laura Branigan - "Self Control"
- Go West - "Call Me"
- INXS - "Kiss the Dirt (Falling Down the Mountain)"
- Bryan Adams - "Run to You"
- Electric Light Orchestra - "Four Little Diamonds"
- Yes - "Owner of a Lonely Heart"
- The Buggles - "Video Killed the Radio Star" [Nota 1]
- Aneka - "Japanese Boy" [Nota 4]
- Talk Talk - "Life's What You Make It"
- The Outfield - "Your Love"
- Joe Jackson - "Steppin' Out" [Nota 1]
- The Fixx - "One Thing Leads to Another" [Nota 1]
- Lionel Richie - "Running with the Night" [Nota 5]

### V-Rock
DJ: Lazlow

Género: Heavy metal, hard rock, glam metal, thrash metal

Resumen: Presentada por Lazlow (interpretada por Lazlow Jones) quien produjo y escribió la mayoría de los guiones de las emisoras de radio y las cuñas publicitarias, V-Rock es una emisora heavy metal y hard rock, principalmente. La emisora es la radio favorita de la banda de moteros de Vice City, Biker gang, como se observa cuando el jugador roba una de las motos características de estos pandilleros. Se lanzó un álbum por separado de la banda sonora de Vice City con las canciones de V-Rock.
La banda ficticia Love Fist de glam metal contribuye con las canciones "Fist Fury" y "Dangerous Bastard".
En la emisora Chatterbox FM de Grand Theft Auto III, que estaba ambientada en 2001, Lazlow aseguraba que presentaba Chatterbox porque le "echaron de la radio [V-Rock]". Existe una pista musical oculta en el CD de V-Rock en la que Lazlow insinúa como fue expulsado. En Grand Theft Auto: San Andreas, ambientado en 1992, Lazlow entrevistaba a diversas celebridades en un programa llamado "Entertaining America" en la emisora pública WCTR. Durante el programa menciona que aún está en los años 1980 y está acoplándose a los años 1990. En Vice City Stories, Lazlow, que es el copresentador de V-Rock, es constantemente eclipsado por DJ Couzin Ed, y en una de las ocasiones estalla asegurando: "Bueno, volveré el año que viene a la escuela de radio. Después volveré a Vice City y me convertiré en el DJ de V-Rock". Lazlow aseguró que las transmisiones de V-Rock se localizaban en Red Dick, Florida.
Canciones:

Las canciones con asterisco (*) fueron omitidas en las versiones posteriores para dispositivos móviles (Android e iOS), PS2 Classics (PlayStation 3 y PlayStation 4) y de Rockstar Games Launcher.
- Twisted Sister - "I Wanna Rock"
- Mötley Crüe - "Too Young to Fall in Love"
- Quiet Riot - "Cum On Feel The Noize"
- The Cult - "She Sells Sanctuary"
- Ozzy Osbourne - "Bark at the Moon" (*)
- Love Fist - "Dangerous Bastard" [Nota 6]
- Iron Maiden - "2 Minutes to Midnight"
- Loverboy - "Working for the Weekend"
- Alcatrazz - "God Blessed Video" [Nota 1]
- Tesla - "Cumin' Atcha Live"
- Autograph - "Turn Up the Radio"
- Megadeth - "Peace Sells"
- Anthrax - "Madhouse"
- Slayer - "Raining Blood"
- Judas Priest - "You've Got Another Thing Comin'"
- Love Fist - "Fist Fury" [Nota 1][Nota 6]
- David Lee Roth - "Yankee Rose"

### Wave 103
DJ: Adam First

Género: New wave, synth pop, rock electrónico, post-punk

Resumen: Organizado por Adam First (voz de Jamie Canfield), Wave 103 cuenta con música new wave y synthpop. Wave 103 es una de las dos estaciones de radio preferidas captada por el Streetwannabes, la otra estación está de Flash FM. Wave 103 se puede escuchar después de que Tommy roba sus vehículos de las pandillas. Un álbum de las canciones de la estación estuvo disponible por separado o como parte de Grand Theft Auto: Vice City Official Soundtrack Box Set. Los clientes recibían este volumen cuando se coloca una orden de pre-pago de USD $ 10 en la versión para PC del videojuego en Best Buy. El nombre de la estación de monos que de una verdadera estación de radio local Onda 102 en Dundee, Escocia, la cuna original de diseño del videojuego de la compañía Rockstar North. El nombre también puede aludir a la música New Wave en la lista de reproducción de la estación. "Japanese Boy" Flash FM, también aparece en la versión europea del álbum CD de Wave 103.
Como la mayoría de DJs en Vice City, Adam cree que su tipo de música es el mejor, y se cree un conocedor de la música. También menciona que le gusta el dinero, es un gran fan de ala delta, desprecia videos musicales porque demuestran que se ve de los artistas son más importantes que el talento real, e insiste en que su madre no tenía "nada que ver" con su "elección personal" de ir a la radio.
Adam no hace un cameo en Grand Theft Auto: San Andreas en una llamada a la zona de conspiración mostrar la teoría de WCTR 53. Él dice que mientras que el ala delta en el desierto de San Andreas (Bone County), vio a un hombre en un complejo tráiler la realizando rituales extraños con un Domestabot. El conductor del programa Marvin Trill (que más tarde se reveló como el hombre que vio a Adam) le dice que para conseguir una verdadera manía y cuelga.
Canciones:
- Frankie Goes to Hollywood - "Two Tribes"
- Sigue Sigue Sputnik - "Love Missile F1-11" [Nota 1]
- Gary Numan - "Cars" [Nota 1]
- The Human League - "(Keep Feeling) Fascination"
- Blondie - "Atomic"
- Nena - "99 Luftballons"
- Kim Wilde - "Kids in America"
- Tears for Fears - "Pale Shelter"
- Corey Hart - "Sunglasses At Night"
- ABC - "Poison Arrow" [Nota 1]
- A Flock of Seagulls - "I Ran (So Far Away)"
- The Psychedelic Furs - "Love My Way"
- Animotion - "Obsession" [Nota 4]
- Spandau Ballet - "Gold"
- Thomas Dolby - "Hyperactive!"
- Romeo Void - "Never Say Never"

### Wildstyle Pirate Radio
DJ: Mr. Magic

Género: Old school hip hop, hip house, electro

Resumen: Organizado por el famoso DJ "Super mecedora" Mr. Magic, uno que era un DJ de rap real durante la década 1980, época durante la que transcurren los acontecimientos del videojuego. La estación tiene música hip hop y electro de aquel período. Un álbum de las canciones de la estación estuvo disponible por separado o como parte de Grand Theft Auto: Vice City Official Soundtrack Box Set.
Canciones:
Las canciones con asterisco (*) fueron omitidas en las versiones posteriores para dispositivos móviles (Android e iOS), PS2 Classics (PlayStation 3 y PlayStation 4) y de Rockstar Games Launcher.
- Trouble Funk - "Pump Me Up" [Nota 1]
- Davy DMX - "One for the Treble"
- Cybotron - "Clear"
- Hashim - "Al-Naafiysh (The Soul)"
- Herbie Hancock - "Rockit" (*)
- Afrika Bambaataa & Soulsonic Force - "Looking for the Perfect Beat" (*)
- 2 Live Crew - "Get It Girl" [Nota 1]
- Run-D.M.C. - "Rock Box"
- Mantronix - "Bassline"
- Tyrone Brunson - "The Smurf" (*)[Nota 1]
- Whodini - "Magic's Wand"
- Zapp and Roger - "More Bounce to the Ounce"
- Grandmaster Flash & The Furious Five - "The Message"
- Kurtis Blow - "The Breaks"
- Man Parrish - "Hip Hop, Be Bop (Don't Stop)"